# Juan Gómez Bárcena
Juan Gómez Bárcena (Santander, 1984) és un escriptor i crític espanyol. És llicenciat en Teoria de la Literatura i Literatura Comparada, en Filosofia i en Història.

## Obres
- Los que duermen. (Salto de Página; 2012)[1]
- El cielo de Lima. (Salto de Página; 2014)[2]
- Kanada (Sexto Piso, 2016)[3]

### Edicions al seu càrrec
- VV.AA. Bajo treinta. Editorial Salto de Página; 2013 (edició i pròleg).[4]

## Premis i reconeixements
- Premi Ojo Crítico de Narrativa 2014,[5]
- Premi Sintagma a la millor novel·la espanyola triada pels lectors[6]
- Premi Ciudad de Alcalá de Narrativa 2015.[7]

- Los que duermen va ser considerada una de les millors òperes primeres de 2012 pel Cultural d'El Mundo, i en 2014 va rebre el Premi Tormenta al millor autor revelació,.[8][9]